# سان بوسيدونيو
سان بوسيدونيو (بالإيطالية: San Possidonio)‏ هي بلدية في مقاطعة مودينا في إقليم إميليا رومانيا الإيطالي.

## السكان
في سنة 1861 بلغ عدد السكان 2٬768 نسمة، وتطور العدد ليصل في سنة 2011 لـ 3٬621 نسمة.
يظهر هذا المخطط البياني تطور النمو السكاني لـ سان بوسيدونيو